# Gravity (canción de John Mayer)
«Gravity» es un sencillo del músico estadounidense John Mayer (n. 1977), publicado en 2006 y lanzado en tres de sus producciones: su álbum en vivo Try! (de 2005, por el John Mayer Trio), su álbum de estudio Continuum (de 2006) y su otro álbum en vivo, Where the Light Is (de 2008).

## Creación y producción
Mayer comentó en una entrevista con la revista Performing Songwriter que «Gravity» era la canción
que siempre intentó escribir, poniendo como ejemplo «Come Back to Bed» (de Heavier Things) como un intento de
escribir «Gravity». Junto a Vultures" fueron lanzadas previamente para el álbum debut del John Mayer Trio, Try!.
Alicia Keys colaboró con las voces al final de la canción.

## Composición y estructura
Se encuentra en la tonalidad de sol mayor y sigue un compás de 12/8.
Se compone por dos secciones, coro y estrofa.
El coro lleva una progresión G - C; mientras que la estrofa lleva una progresión Am7 - D7 - Bbmaj7 - Bbmaj7/Eb - D7.

## Personal
- John Mayer: voz, guitarra eléctrica
- Pino Palladino: bajo eléctrico, coros
- Steve Jordan: batería, percusión
- Larry Goldings: órgano Hammond, sintetizador
- Alicia Keys: coros

- Datos: Q4818033